# 269 (عدد)
269 هو عدد صحيح  طبيعي بين 268 و270

## في الرياضيات

### خصائص
- 269 عدد أولي
- 269 عدد فردي
- 269 عدد ناقص